# Филипп Кастильский
Филипп Кастильский (исп. Felipe de Castilla y Suabia; около 1231, Королевство Кастилия и Леон — 28 ноября 1274) — инфант Кастильский, сын короля Кастилии и Леона Фернандо III и его первой супруги Елизаветы Гогенштауфен. Сеньор Вальдекорна, и, согласно некоторым источникам, рыцарь Ордена Тамплиеров; он был похоронен в гробу с эмблемой тамплиеров в церкви Санта-Мария-ла-Бланка в Вильялькасар-де-Сирга.
Архиепископ Севильи, он также был настоятелем Соборной церкви Санта-Мария-ла-Майор в Вальядолиде и Соборной церкви Святых Козьмы и Дамьяна в Коваррубиасе до 1258 года, когда с согласия своего брата-короля Альфонсо X, оставил церковную карьеру, и, несмотря на противодействие последнего, женился на Кристине Норвежской, дочери короля Норвегии Хакона IV.

## Биография

### Детство и образование
Филипп был шестым ребёнком и пятым сыном в семье. Он был назван в честь своего деда по материнской линии, короля Германии Филиппа. Его отец готовил его и его младшего брата Санчо к церковной карьере. Их бабушка по отцовской линии, вдовствующая королева Беренгария Кастильская доверила воспитание внуков Родриго Хименесу де Рада, архиепископу Толедо. Архиепископ отправил детей Париж, где их обучал Альберт Великий. В 1249 году папа Иннокентий IV назначил Филиппа прокуратором Севильской архиепархии. Два года спустя папа назначил его архиепископом Севильи, но не успел посвятить его в сан.

### Браки и дети
Филипп оставил церковную карьеру в 1258 году, после некоторого сопротивления со стороны своего старшего брата, короля Кастилии Альфонсо X, чтобы жениться на Кристине, дочери норвежского короля Хакона IV. Согласно легенде, Кристине разрешили выбирать между Филиппом и его старшим братом Фадрике, и она выбрала Филиппа, потому что у Фадрике был шрам на губе, который делал его непривлекательным. Однако король Альфонсо позже писал, что именно он решил, что Кристина должна выйти замуж за Филиппа. У пары не было детей, и Кристина умерла в 1262 году. Вторая жена Филиппа была дворянкой из Кастилии, Инес Родригес Хирон, которая умерла в 1265 году, также не оставив потомства. Дважды вдовец, Филипп женился на Леоноре Родригес де Кастро, от которой он имел умершего в детстве сына Филиппа и дочь Беатрис, которая вышла замуж за Диего Переса Сармьенто. Считается, что у Филиппа был один или два сына и дочь вне браков.

### Восстание 1272 года
В 1272 году Филипп восстал против короля, как это делали его сосланные братья Энрике и Фадрике до него. Филиппа поддержал Нуньо Гонсалес де Лара. Они решили покинуть Кастилию и отправиться в Гранадский эмират. Альфонсо, который в конечном итоге унаследовал трон от своего отца, безуспешно пытался убедить их остаться в Кастилии с помощью своего сына Фернандо и брата Мануэля.
К концу 1273 года восстание завершилось, и Нуньо Гонсалес де Лара позже занял пост губернатора Андалусии.

### Смерть
43-летний Филипп умер 28 ноября 1274 года. Его пережили жена и дочь.
Он был похоронен в церкви Санта-Мария-ла-Бланка в Вильялькасар-де-Сирга. Некоторое время предполагалось, что он был похоронен рядом со своей третьей женой, но анализ гербов на могиле подтвердил, что это была его вторая жена инфанта Инес. Их могилы украшены резными рельефами, детально изучены и хранятся в Национальном археологическом музее Испании.
Гробница неоднократно открывалась, после чего в ней оставляли свидетельства об открытии. В 1844 году королева Испании Изабелла II приказала привезти гробницу инфанта Филиппа и некоторые образцы тканей из склепа в Королевский дворец Мадрида. Некоторые части гробницы выставлены сегодня в музеях по всему миру.